# Kaôh Kŏng (prowincja)
Kaôh Kŏng (khm. ខេត្តកោះកុង) – prowincja w południowo-zachodniej Kambodży. W 1998 roku zamieszkana przez 132 106 osób. Dziesięć lat później miała 117,5 tysiąca mieszkańców.
Prowincja podzielona jest na 8 dystryktów:
- Bŏtŭm Sakôr
- Kiri Sakôr
- Kaôh Kŏng
- Smach Mean Chey
- Môndól Seima
- Srê ’Âmbĕl
- Thmâ Băng
- Kampong Seila